# 梁化郡 (广东)
梁化郡，中国南北朝时设置的郡。
南梁天监二年（503年），分南海郡、东官郡地置，梁化即“陆梁归化”之意。治所在怀安县（今广东省惠东县梁化镇境内），下辖怀安县、欣乐县。辖境即今广东省惠东县西北一带。南陈祯明三年（589年），怀安县、欣乐县、酉平县三县合置归善县。隋朝开皇十一年（591年），梁化郡废。